# 사티로스

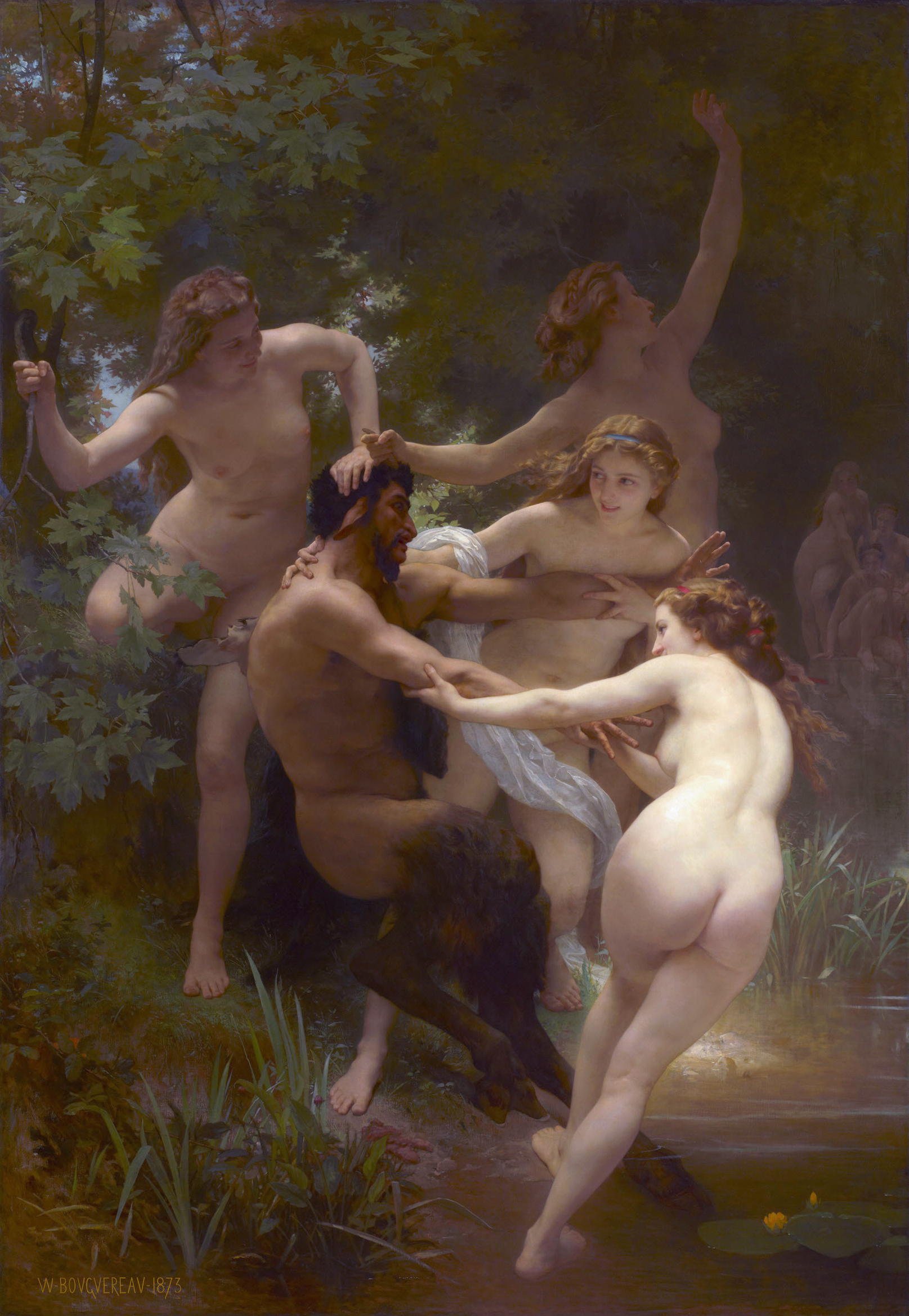
님프와 사티로스, 윌리암 아돌프 부그로, 1873.

사티로스(Satyr, 그리스어: σάτυρος, 음역 sátyros, 발음 [sátyros])는 그리스 신화에 등장하는 반인 반수의 자연의 정령이다. 실레누스(Silenus) 또는 실레노스(Silenos, 그리스어: σειληνός seilēnós [seːlɛːnós])로도 알려졌다. 말을 닮은 귀와 꼬리, 과장된 발기. 고대 예술작품에서는 종종 말과 같은 다리가 포함되지만 기원전 6세기에는 인간의 다리로 더 자주 표현되었다. 우스꽝스러운 외모로 그려지며 짐승 같은 얼굴, 가느다란 코에 항상 벌거벗은 모습이다. 음담패설과 외설이 주요 특징이며 포도주, 춤 등으로 여성을 유혹한다. 디오니소스 신의 동료였고 삼림, 산, 목초지와 같은 외딴 지역에 거주한다. 염소의 다리와 뿔이 있는 반인반수의 Pan 신과 점차 이미지가 섞여 염소의 특징을 지닌 것으로 묘사되기도 한다. 로마인들은 사티로스를 토착 자연의 정령인 목신과 동일시했다. 르네상스 이후로 사티로스(satyrs)는 염소의 다리와 뿔로 오히려 더 자주 표현되었다. 목욕하는 비너스를 엿본다든지 님프와 함께 떠돌아다니는 사티로스의 모습은 서양 미술에서 흔히 볼 수 있으며 많은 유명한 예술가들이 이 주제에 대한 작품을 창작했다. 

## 같이 보기
- 페어리
- 킨나라